# Courbiac
Courbiac is een gemeente in het Franse departement Lot-et-Garonne (regio Nouvelle-Aquitaine) en telt 110 inwoners (2009). De plaats maakt deel uit van het arrondissement Villeneuve-sur-Lot.

## Geografie
De oppervlakte van Courbiac bedraagt 8,8 km², de bevolkingsdichtheid is dus 12,5 inwoners per km².
De onderstaande kaart toont de ligging van Courbiac met de belangrijkste infrastructuur en aangrenzende gemeenten.

## Demografie
Onderstaande figuur toont het verloop van het inwonertal (bron: INSEE-tellingen).